# Zwembad met olympische afmetingen
Een zwembad met olympische afmetingen is het type zwembad dat officieel wordt gebruikt bij de Olympische Spelen. Volgens de Fédération Internationale de Natation (FINA) moet een olympisch zwembad de volgende kenmerken hebben:
| Lengte:           | 50 m           |
| Breedte:          | 25 m           |
| Aantal banen:     | 8+2            |
| Baanbreedte:      | 2,5 m          |
| Watertemperatuur: | 25 °C - 28 °C  |
| Lichtintensiteit: | >1500 lux      |
| Diepte:           | 2,0 m minimaal |

In totaal liggen er tien banen, waarvan de buitenste twee tijdens wedstrijden leeg blijven. Deze twee moeten minimaal 2,5 meter breed zijn.
De Olympische Spelen in Beijing in 2008 hadden voor het eerst zo'n zwembad. Sinds het FINA-congres van 2009 is 8+2 banen de regel geworden.
In Nederland voldoen de volgende wedstrijdbaden aan de Olympische eisen: Nationaal Zwemcentrum de Tongelreep in Eindhoven, Amerena in Amersfoort en Zwemcentrum Rotterdam. In Nederland worden dergelijke baden eenvoudigweg 50 meterbaden genoemd, terwijl ze in Frankrijk het voorvoegsel Olympisch krijgen. Het grote zwembad in Straatsburg bijvoorbeeld, wordt algemeen aangeduid als piscine olympique.